# Juan José Segura-Sampedro
Juan José Segura-Sampedro (født 4. september 1985) er en spansk kirurg og forsker ved Son Espases Universitetshospital [ca. es] på Mallorca, Spanien, og adjungeret professor i kirurgi ved University of the Balearic Islands. Han er bedst kendt for sin forskning i større traumer, fokuseret på balconing-fænomenet og en forebyggende kampagne i samarbejde med det britiske udenrigsministerium.